# Маахес
Маахе́с — левоголовий бог війни в давньоєгипетської міфології. Маахеса вважали сином богині-кішки (Баст у Нижньому Єгипті або Сехмет у Верхньому Єгипті), чию вдачу він і успадкував. Його культ зародився у Нижньому Єгипті та поступово поширювався на південь, досягнувши піку в елліністичну добу.

## Образ і функції
Маахес був богом війни та охоронцем священних місць. Також згадувався як помічник Ра в його боротьбі зі змієм Апепом. У пізніх грецьких текстах він описується як бог вітрів, темряви та буревіїв. Асоціювався з Гором, Нефертумом і Ра.

## Імена
Ім'я Маахес починається з ієрогліфа чоловіка з головою лева; окремо цей ієрогліф перекладається як «(той хто може) бачити попереду». Тим не менш, перший символ так само є частиною символу «Ма'ат», тобто істини і порядку, а Маахес вважався пожирачем винних і захисником невинних. Титулами Маахеса були: «Пан убієнних».
Грецькою його називали Міхос, Місіс або Міос.

## Походження

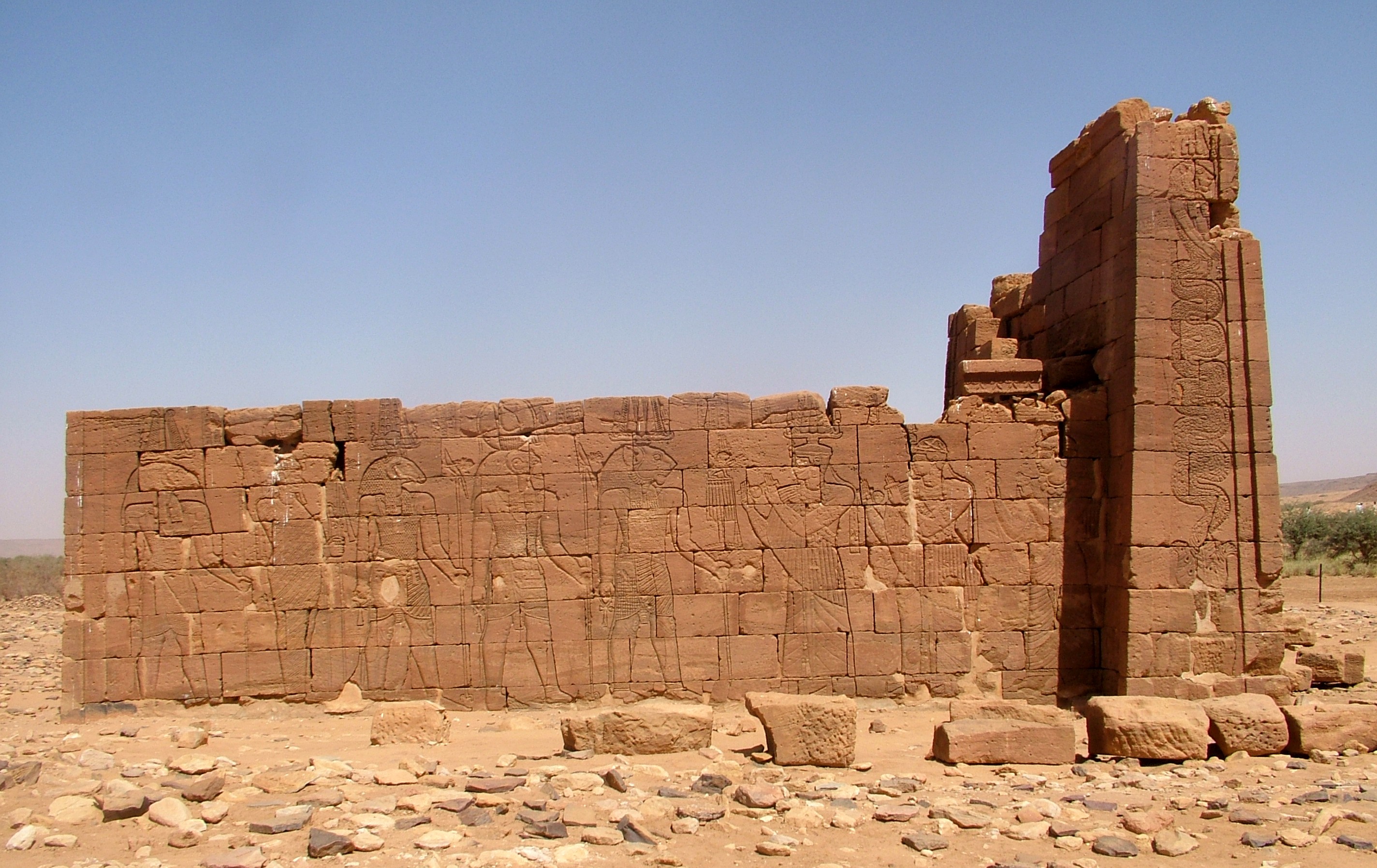
Бог Апедемак з короною Хемхемет. Храм Нага в Нубії (Судан).

Перші письмові згадки про Маахеса з'явилися у період Нового царства. Деякі єгиптологи вважають, що Маахес був іноземного походження; і справді існують деякі докази того, що він був богом-левом Апедемаком, якому поклонялися у Нубії і Західній пустелі Єгипту. Як бог-лев і захисник, він також вважався сином бога Ра і богині-кішки Баст, богині війни і покровительки Нижнього Єгипту, а також сином богині війни Сехмет, яка була покровителькою Верхнього Єгипту.

## Іконографія
Маахеса зображували у вигляді людини з головою лева; іноді в обох руках він тримав ножі та носив на голові або подвійну корону «пшент», або корону «атеф». Іноді Маахеса ототожнювали з Нефертумом і поряд з ним лежав букет лотосів. Так само Маахеса зображували як лева, що пожирає полонених.

## Культ Маахеса

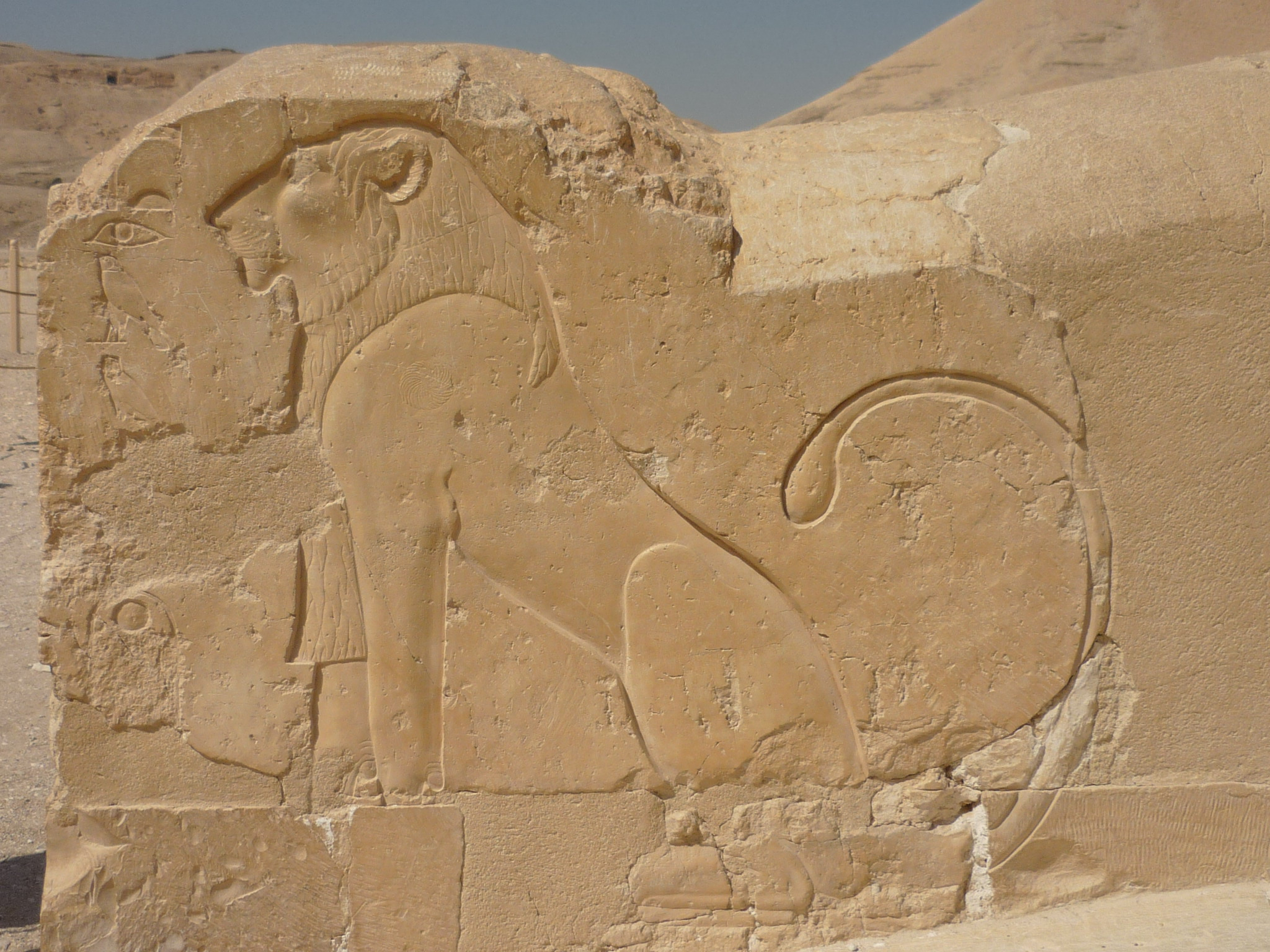
Барельєф з зображенням лева в храмі Хатшепсут.

Центром поклоніння Маахесу було місто Тарему (грецькою Леонтополь), розташоване в східній частині дельти Нілу. Його храм існував там ще в XVIII ст. до н.е. Інші відомі храми стояли в Бубастісі та Афродітополі. Поступово культ Маахеса поширювався на південь і за греко-римської доби досягнув Нубії. У храмах Тарему утримували ручних (одомашнених) левів.
Давньогрецький історик Клавдій Еліан писав: «У Єгипті поклоняються левам, і там є місто назване на їх честь. (…) Леви мають храми та численні місця у яких бродять; плоть волів поставляється їм щодня (…) і леви їдять під звуки єгипетських пісень».
За Нового та Пізнього царства часто зображався на амулетах, виготовлених із полив'яної кераміки та бронзи.